# راؤول فوينتيس كوينكا
راؤول فوينتيس كوينكا (بالإسبانية: Raúl)‏ هو مغني إسباني، ولد في 9 فبراير 1975 في فيتوريا-غاستيز في إسبانيا.

## وصلات خارجية
- راؤول فوينتيس كوينكا على موقع ميوزك برينز (الإنجليزية)
- راؤول فوينتيس كوينكا على موقع أول ميوزيك (الإنجليزية)
- راؤول فوينتيس كوينكا على موقع ديسكوغز (الإنجليزية)